# Khâsekhemouy
Khâsekhemouy serait le dernier souverain de la IIe dynastie thinite. Il aurait succédé à Sekhemib (qui pourrait être identique à Péribsen) et précéda son fils Djéser de la IIIe dynastie. Manéthon le nomme Kheneres. Le papyrus de Turin lui compte vingt-sept ans, deux mois, et un jour de règne.

## Attestations

### Attestations contemporaines
Le dernier roi de la IIe dynastie a porté au cours de son règne deux noms principaux, parfois accompagné d'une épithète (Hotep-Netjerouy-Imef, « Celui grâce à qui les Deux Dieux sont satisfaits ») pour le second ; ce changement serait dû à un évènement politique marquant, peut-être une réunification du pays :
- le premier nom était le nom d'Horus Khâsekhem (le serekh est surmonté du faucon Horus couronné de la couronne blanche hedjet, symbole de la Haute-Égypte), attesté sur les documents suivants :
  - un vase en porphyre découvert dans l'une des galeries VI et VII sous la pyramide de Djéser (no 18 de Lacau et Lauer)[2],
  - des vases en granit et travertin découverts dans le temple d'Horus à Nekhen ; tous ces vases montrent une inscription figurant la déesse Nekhbet (la déesse tutélaire de la Haute-Égypte) debout sur un anneau à l'intérieur duquel se trouve le mot « rebelle » (bš̤) et accompagnée d'une légende indiquant « l'année de combattre l'ennemi du nord »[2],[3],
  - une statuette en calcaire et une statuette en siltite, découvertes à Nekhen également ; ces statuettes montrent des ennemis défaits dans des positions contorsionnées, légendés comme « 47 209 ennemis du nord »[4],[3],
  - une stèle fragmentaire en quartzite verdâtre foncé découverte à Nekhen également ; elle montre un captif sur une plateforme et une tête coupée surmontée du signe de l'arc, permettant d'écrire le nom de la Nubie, Ta-Séty ; l'inscription au-dessous indique « humilier le pays étranger »[4],[5],
  - une tête de hache en cuivre sans provenance connue et se trouvant aujourd'hui dans une collection privée[4],
- le second était le nom d'Horus et de Seth Khâsekhemouy (le serekh est surmonté du faucon Horus portant la double-couronne pschent, symbole des Haute et Basse-Égypte unifiée, et de l'animal séthien portant lui aussi le pschent) ; ce nom Khâsekhemouy a également été découvert en tant que nom de Nebty ; de plus, ce nom Khâsekhemouy est attesté accompagné de l'épithète Hotep-Netjerouy-Imef, à la fois pour le nom d'Horus-Seth et le nom de Nebty, ainsi que de l'épithète Neboukhetsen cette fois uniquement pour le nom de Nebty ;  cette forme Khâsekhemouy est attestée sur les documents suivants :
  - un fragment de vase en brèche découvert dans la zone d'un temple égyptien à Byblos, portant l'inscription « Horus-Seth Khâsekhemouy, vie offerte » ; inhabituellement, l'animal séthien porte la couronne rouge decheret, symbole de la Basse-Égypte[4],
  - un vase en granit, inscrit au nom de Nebty Khâsekhemouy sans provenance connue et aujourd'hui au Musée d'Archéologie nationale de Saint-Germain-en-Laye,
  - un montant de porte découvert dans la zone du temple d'Horus à Nekhen, dont l'une des faces porte le nom d'Horus-Seth Khâsekhemouy Hotep-Netjerouy-Imef, tandis que l'autre face, ultérieurement arasée, a été décorée avec une scène du roi pendant une cérémonie de fondation en compagnie de la déesse Seshat, d'autres blocs ont également été découverts, dont un bloc endommagé avec une liste de pays étrangers et des nombres (aujourd'hui endommagés) associés à chacun d'entre eux, renvoyant peut-être à des tributs ou des ennemis tués[6],[7],
  - des reliefs fragmentaires découverts dans une construction en brique nommé le « Fort » de Nekhen, qui est peut-être un enclos funéraire[8],
  - un bloc de granit découvert dans la ville voisine d'El Kab inscrit au nom d'Horus-Seth Khâsekhemouy Hotep-Netjerouy-Imef et appartenant probablement à un bâtiment important[8],
  - dans le complexe funéraire de Djéser, des empreintes de sceaux dans les galeries des magasins situés dans le secteur nord-ouest du complexe et une empreinte de sceau dans la galerie VII sous la pyramide, ainsi qu'un vase en diorite découvert dans le tombeau sud (no 95 de Lacau et Lauer), ce dernier portant l'inscription Nesout-bity Nebty Khâsekhemouy Hotep-Netjerouy-Imef[4],[9],[10],
  - une empreinte de sceau dans la tombe S3043 située dans le cimetière de l'élite de la période thinite à Saqqarah-Nord[8],[11],
  - une empreinte de sceau dans une tombe d'un membre de l'élite de la fin de la IIe dynastie siutée sous la tombe de Maya à Saqqarah[12],
  - une empreinte de sceau dans la tombe K1 de Beit Khallaf, avec une autre de Djéser[13],[14],[15],
  - sa tombe V dans la nécropole d'Oumm el-Qa'ab à Abydos, dans laquelle ont été découverts deux stèles funéraires en granit à son nom (des fragments de la première ont été découverts au sud de la tombe tandis que la seconde, brisée, a été découverte hors contexte à deux kilomètres à l'est), un précieux sceptre, des vases en pierre calcaire dolomitique avec couvercles en feuille d'or, de la vaisselle en bronze et cuivre, et des empreintes de sceaux du roi avec celles de Djéser[16],[17],[18],
  - son enclos funéraire, nommé aujourd'hui Shunet El Zebib et situé à plus d'un kilomètre à louest de la tombe, près de la limite du désert et dans lequel ont été découvertes des empreintes de sceaux du roi avec celles de Djéser ainsi qu'un fragment de vaisselle en diorite portant l'inscription Nebty Khâsekhemouy Neboukhetsen, seule attestation connue de cette épithète[16],[17],[19].

Il est à noter que des reliefs situés à Gebelein et provenant du temple d'Hathor local sont attribués à Khâsekhemouy d'après leur style,, ainsi qu'une tête de statuette, sans provenance connue et aujourd'hui à Boston, du fait de sa forte ressemblance aux deux statuettes découvertes à Nekhen.

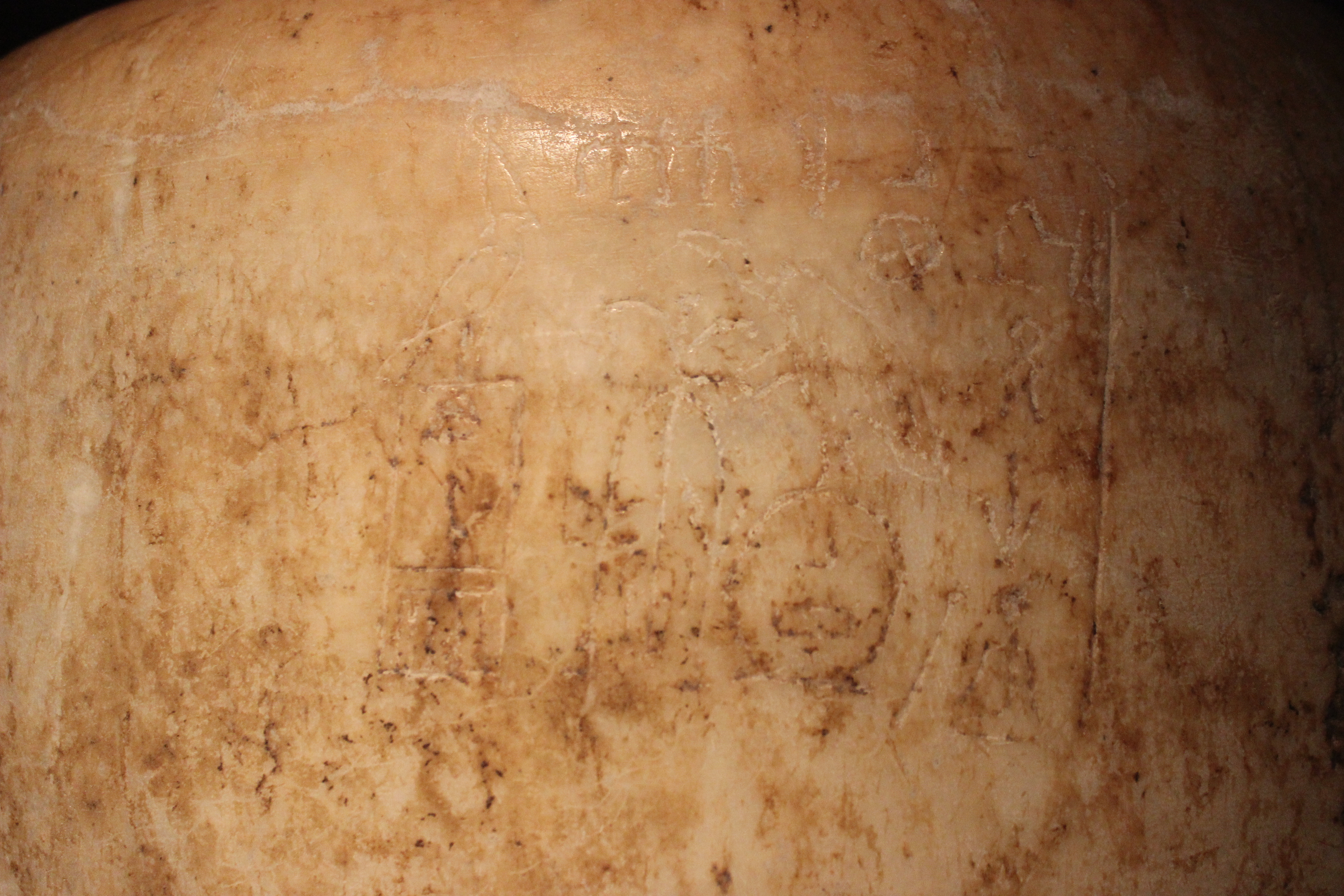
Vase en travertin découvert dans le temple d'Horus à Nekhen et inscrit au nom de Khâsekhem.
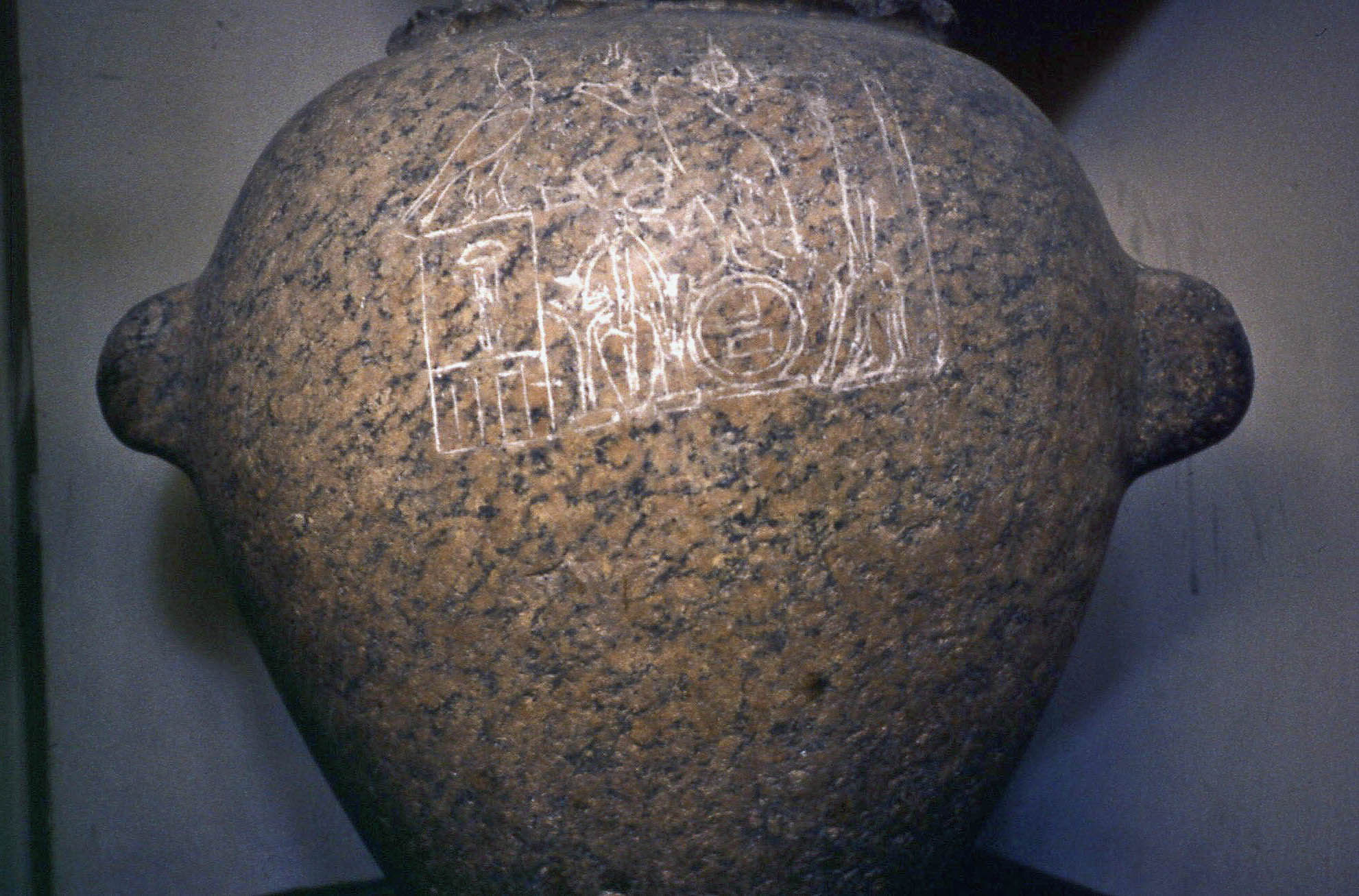
Vase en granit découvert dans le temple d'Horus à Nekhen et inscrit au nom de Khâsekhem - Musée égyptien du Caire (CG 14724).
Dessin des inscriptions des vases en granit et travertin inscrits au nom de Khâsekhem.
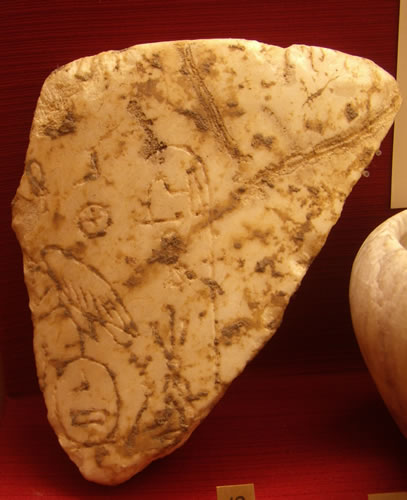
Fragment de vase en travertin découvert dans le temple d'Horus à Nekhen et mentionnant un évènement.
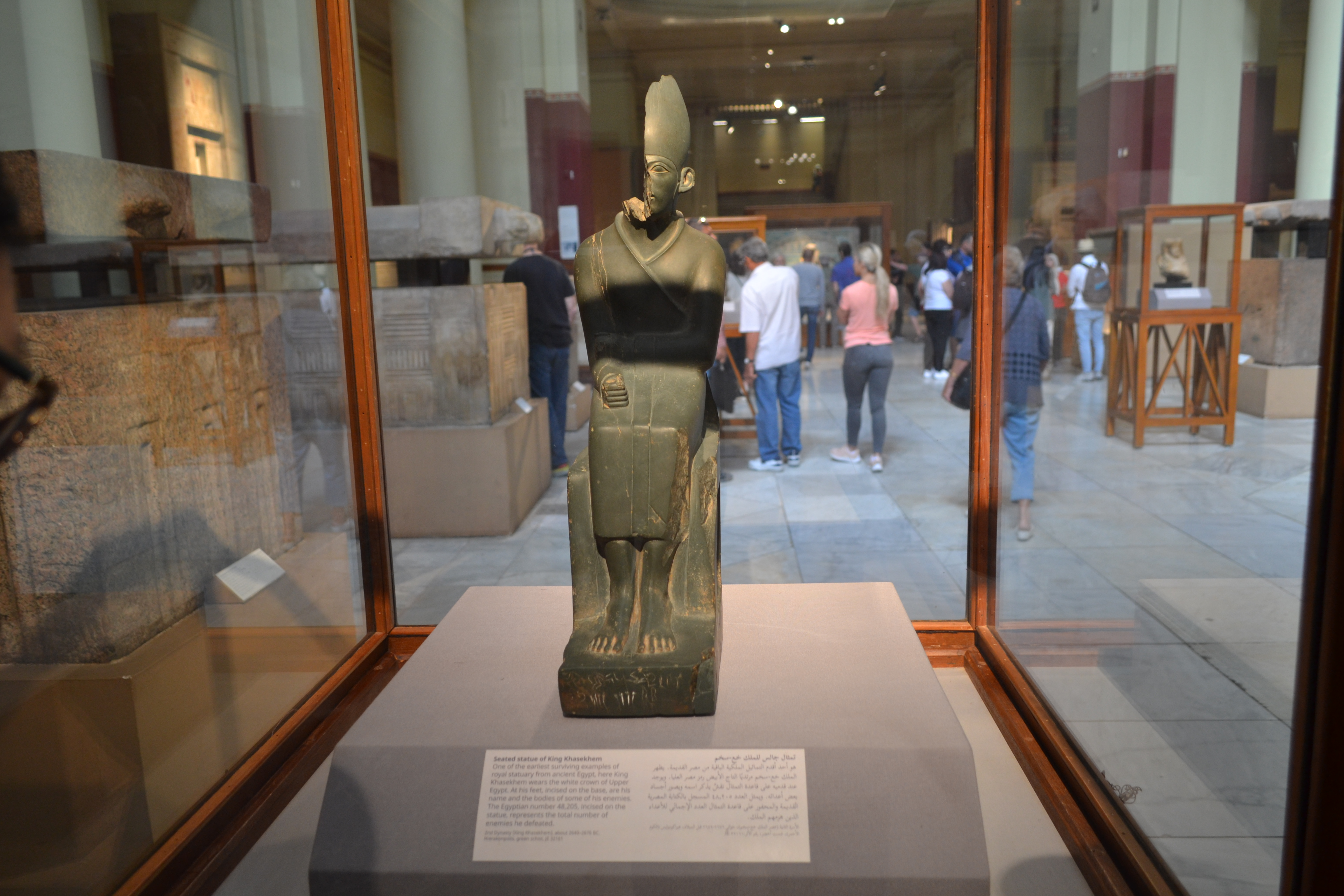
Statuette en siltite découverte à Nekhen et inscrite au nom de Khâsekhem - Musée égyptien du Caire (JE 32161).
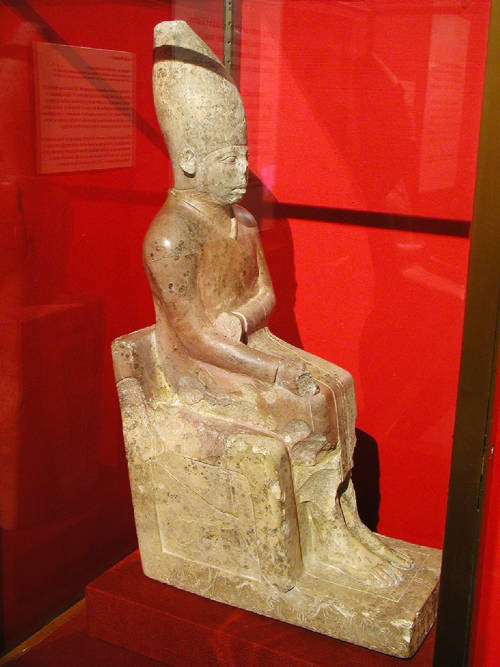
Statuette en calcaire découverte à Nekhen et inscrite au nom de Khâsekhem - Ashmolean Museum d'Oxford (AN1896-1908 E.517).
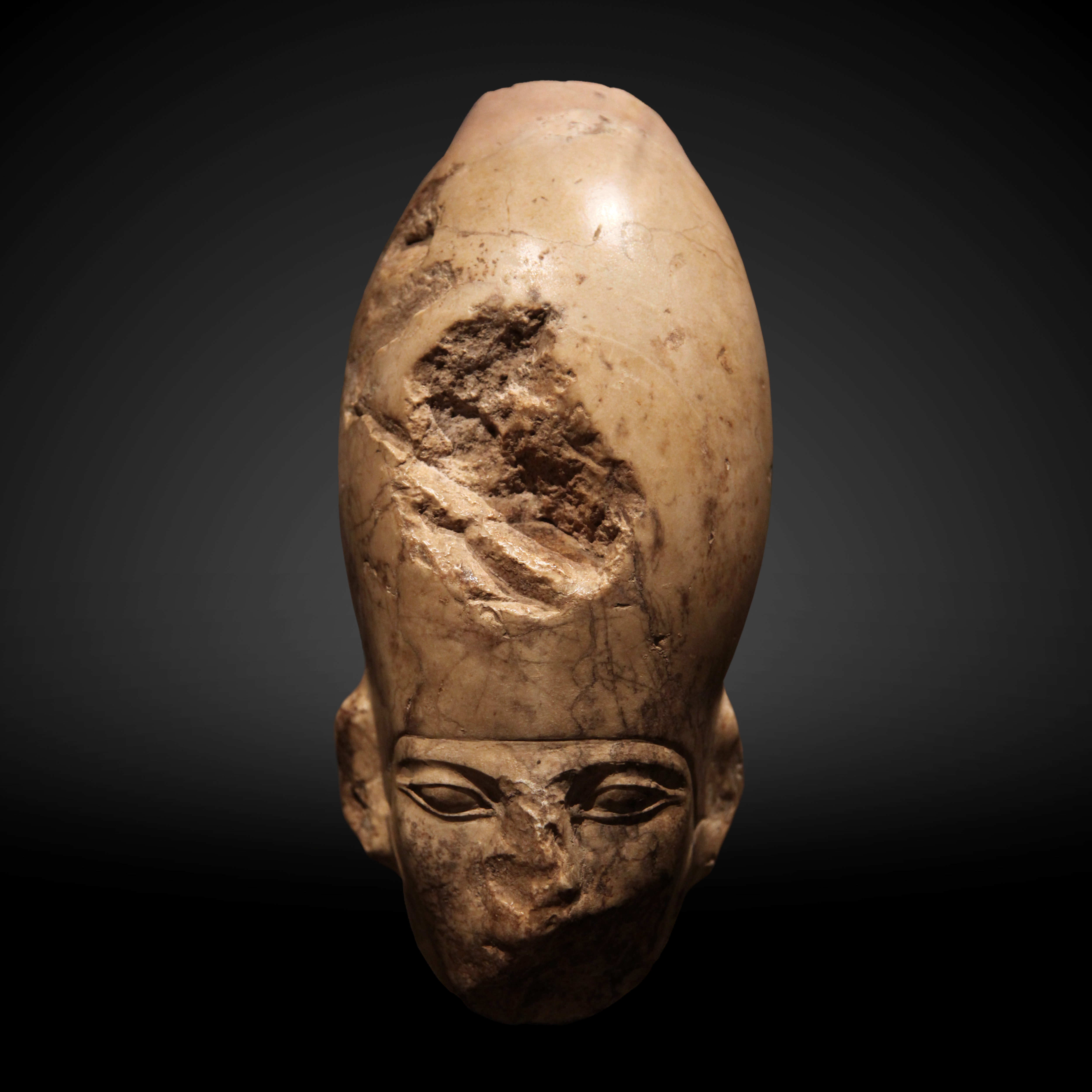
Tête de statuette sans provenance et appartenant peut-être au roi - Musée des Beaux-Arts de Boston (58.324).
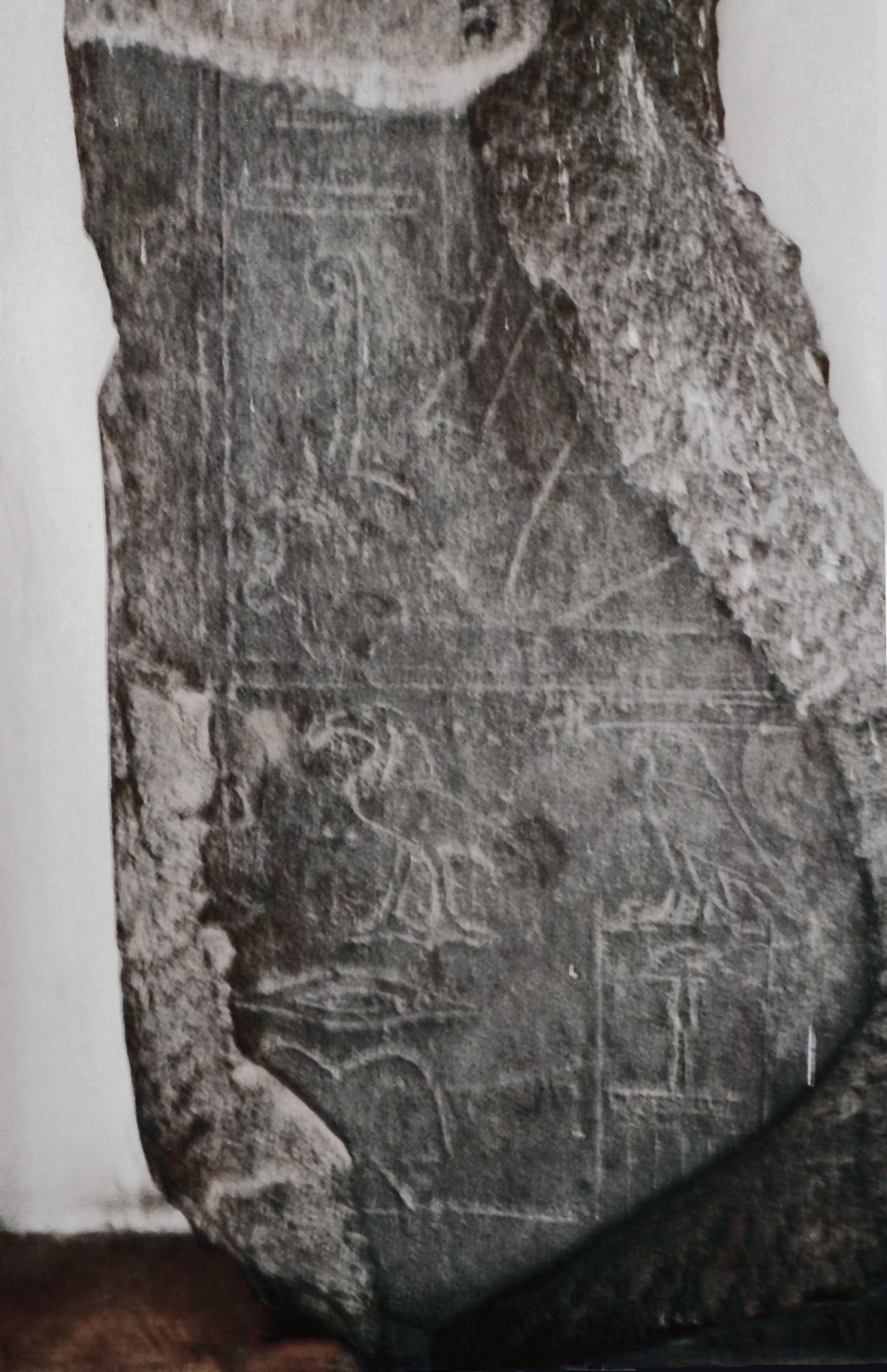
Fragment de la stèle découvert à Nekhen et inscrit au nom de Khâsekhem - Musée égyptien du Caire (JE 33890).
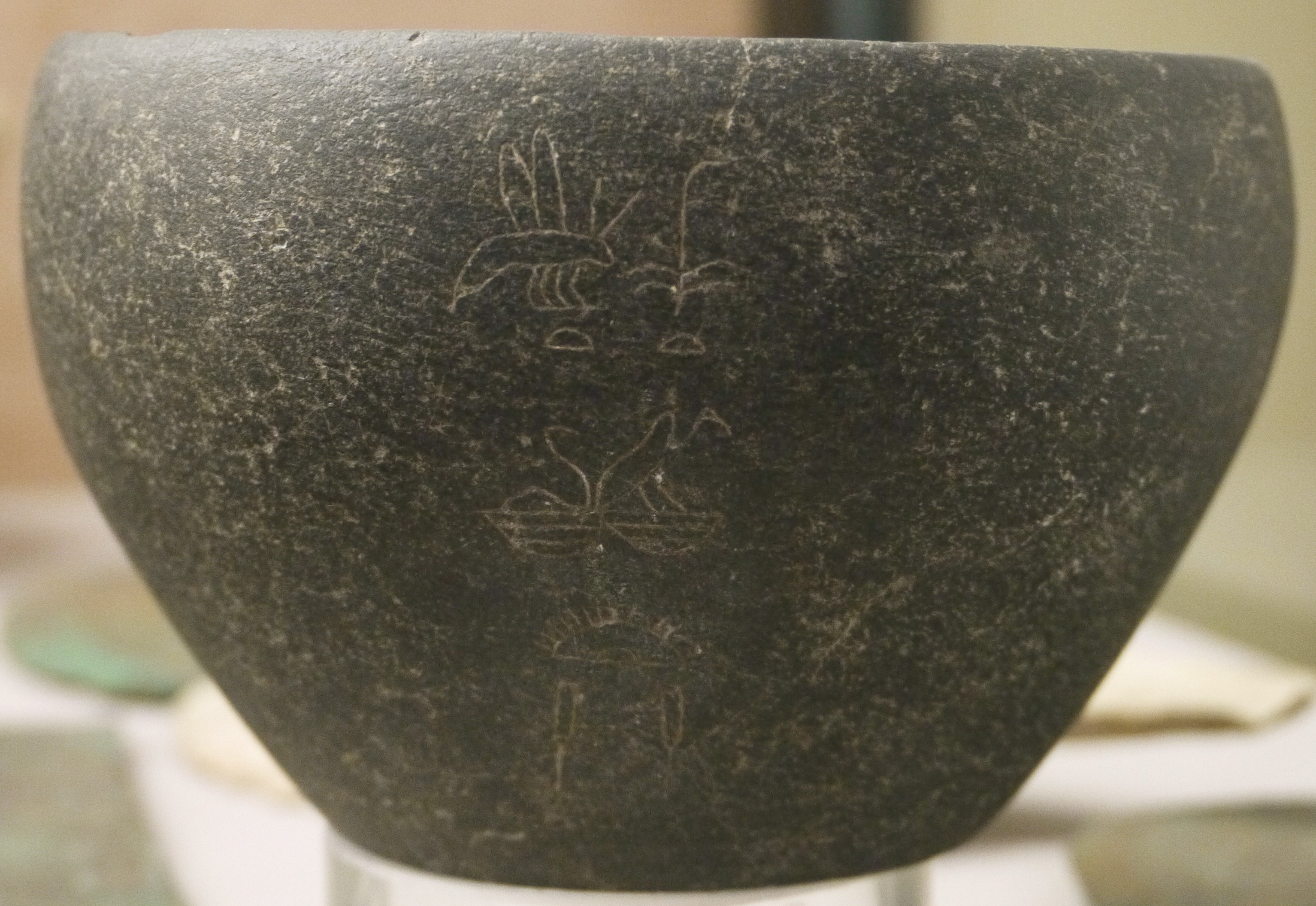
Vase en granit inscrit au nom de Nebty Khâsekhemouy - Musée d'Archéologie nationale de Saint-Germain-en-Laye.
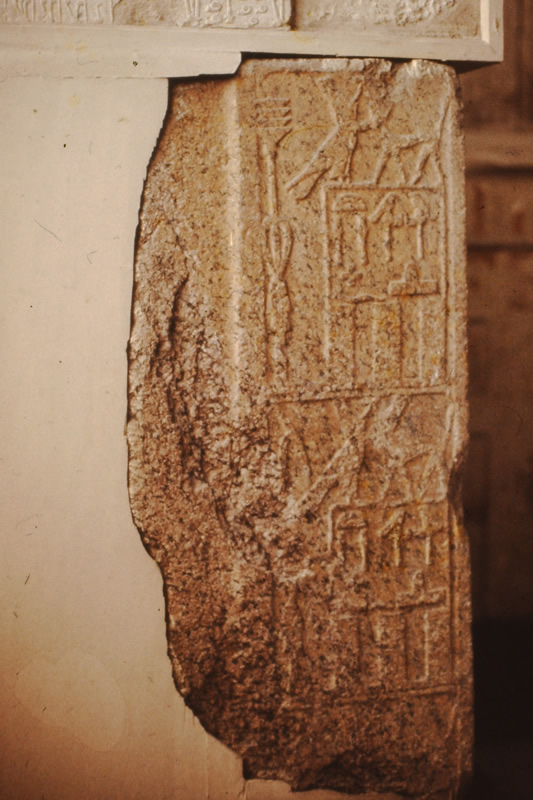
Montant de porte en granit découvert à Nekhen et inscrit au nom de Khâsekhemouy-Hotep-Netjerouy-Imef - Musée égyptien du Caire (JE 33896 = CG 57107).
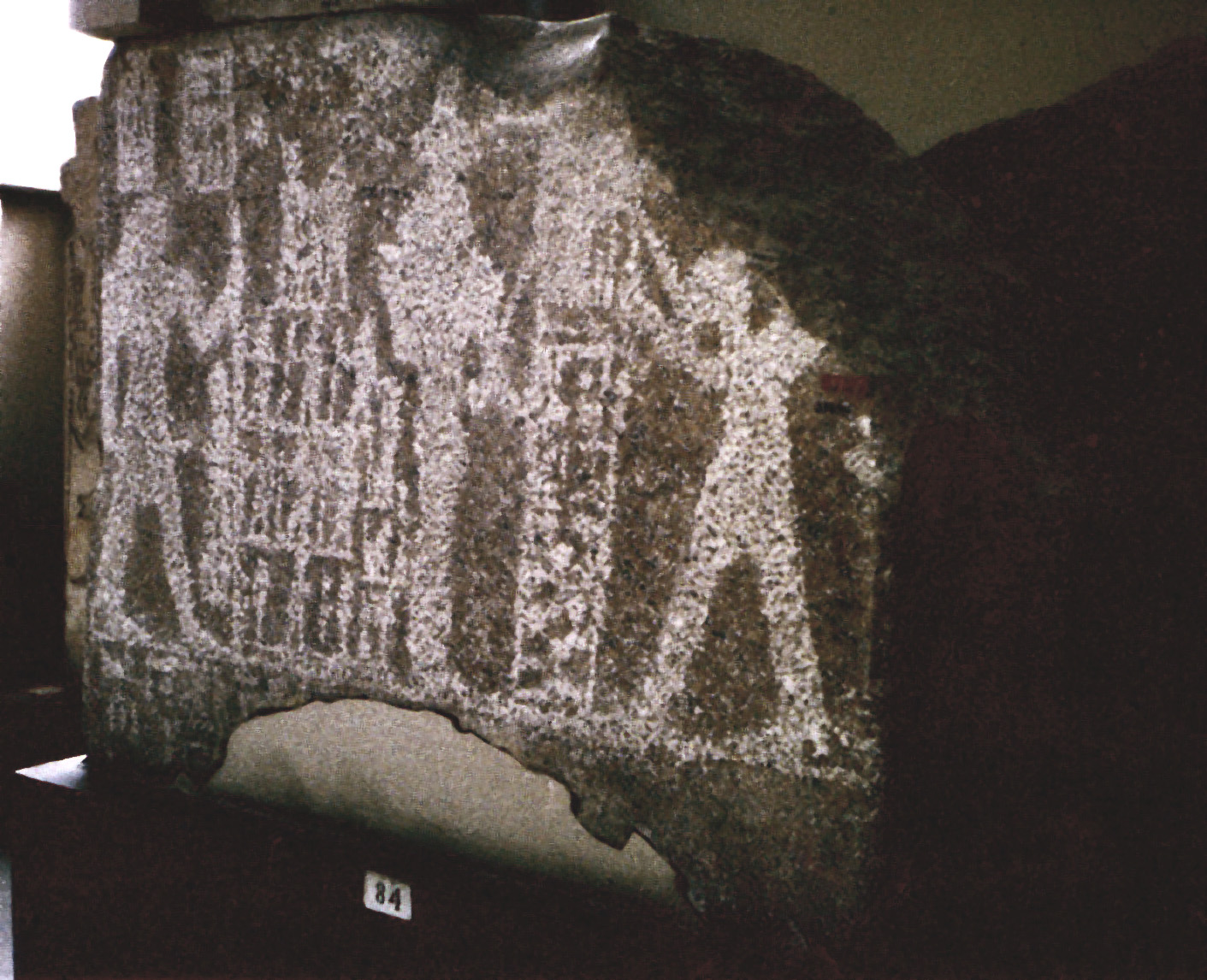
Autre face du montant de porte figurant le roi accompagné de la déesse Seshat lors d'une cérémonie de fondation.
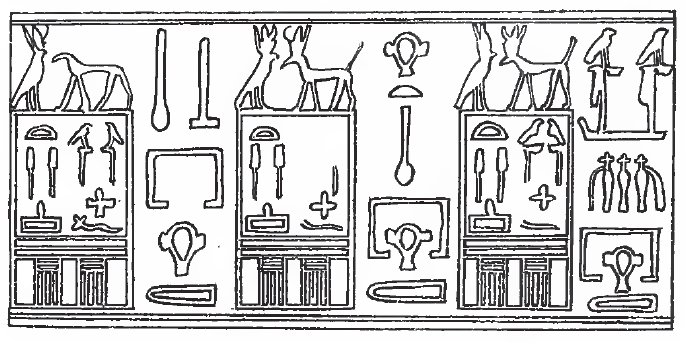
Dessin d'une empreinte de sceau provenant de la tombe V du roi à Abydos et inscrit au nom de Khâsekhemouy-Hotep-Netjerouy-Imef.

### Attestations ultérieures
Le roi est mentionné au début du cinquième registre du recto de la pierre de Palerme, plus spécifiquement sur le fragment du même nom ; seules les six dernières années pleines et la dernière année, incomplète car partagée avec son successeur, sont inscrites sur le fragment de Palerme, le reste étant perdu,,. Le roi serait également inscrit sur le registre supérieur du fragment de Londres qui correspondrait donc à des années antérieures aux années du fragment de Palerme. Ces années sont les suivantes :
- fragment de Londres :
  - « Première [occasion du] (recensement de ?) l'or ... » ([zp] tpj ... nw ... t ... nbw ...),
  - « (Suivants d'Horus ?) ; deuxième recensement (du cheptel) ; trois coudées six paumes deux doigts » ((Šms-Ḥr ?) ; zp 2 ṯnwt ; mḥ 3 šsp 6 ḏbˁ.wy),
  - « ... du peuple ; trois coudées une paume » (... rḥjt ; mḥ 3 šsp 1),
  - « ... troisième [recensement (du cheptel)] ; une coudée ... » (... [zp] 3 [ṯnwt] ; mḥ 1 ...),
- fragment de Palerme :
  - « Suivants d'Horus ; sixième recensement (du cheptel) ; deux coudées quatre paumes un doigt et demi » (Šms-Ḥr ; zp 6 ṯnwt ; mḥ 2 šsp 4 ḏbˁ 1½),
  - « Apparition du roi de Basse et Haute-Égypte ; construction en pierre (du bâtiment) « La déesse perdure » ; deux coudées trois paumes un doigt » (ḫˁ(t)-nsw.t-bjty ; qd jn(r) Mn-Nṯr.t ; mḥ 2 šsp 3 ḏbˁ),
  - « Suivants d'Horus ; septième recensement (du cheptel) ; trois et deux tiers de coudées » (Šms-Ḥr ; zp 7 ṯnwt ; mḥ 3⅔),
  - « Création en cuivre de (la statue) « Grand est Khâsekhemouy » ; deux coudées six paumes deux doigt et demi » (mst ḥm (?) q(ȝj)-Ḫˁ-sḫm.wy ; mḥ 2 šsp 6 ḏbˁ 2½),
  - « Suivants d'Horus ; huitième recensement (du cheptel) ; quatre coudées deux paumes deux et deux tiers de doigts » (Šms-Ḥr ; zp 8 ṯnwt ; mḥ 4 šsp 2 ḏbˁ 2⅔),
  - « Quatrième rituel « atteindre le mur » (rituel inconnu par ailleurs) ; construction de navires (dans ?) Doua-djéf(a) ; quatre coudées deux paumes » (zp 4 jn jnb ; šd dšrt Dwȝ-ḏf(ȝ) ; mḥ 4 šsp 2),
  - « Deux mois et vingt-trois jours » (ȝbd 2 sw 23).

Le dernier roi de la IIe dynastie est présent sur les listes royales ramessides sous un nom différent, le nom écrit étant corrompu par le temps :
- la liste royale d'Abydos, datée du règne de Séthi Ier (XIXe dynastie), dans laquelle le nom de Djadjay est inscrit à la quatorzième position[24],
- le canon royal de Turin, daté de la XIXe dynastie,  dans lequel le nom de Bebty est inscrit à la troisième position de la quatrième colonne ; le papyrus lui compte vingt-sept ans, deux mois et un jour de règne[24],
- la table de Saqqarah, datée du règne de Ramsès II (XIXe dynastie), dans laquelle le nom de Beby est inscrit à la onzième position[24].

Concernant les listes manéthoniennes, le dernier roi de la dynastie selon Africanus est nommé Kheneres et aurait régné trente ans.

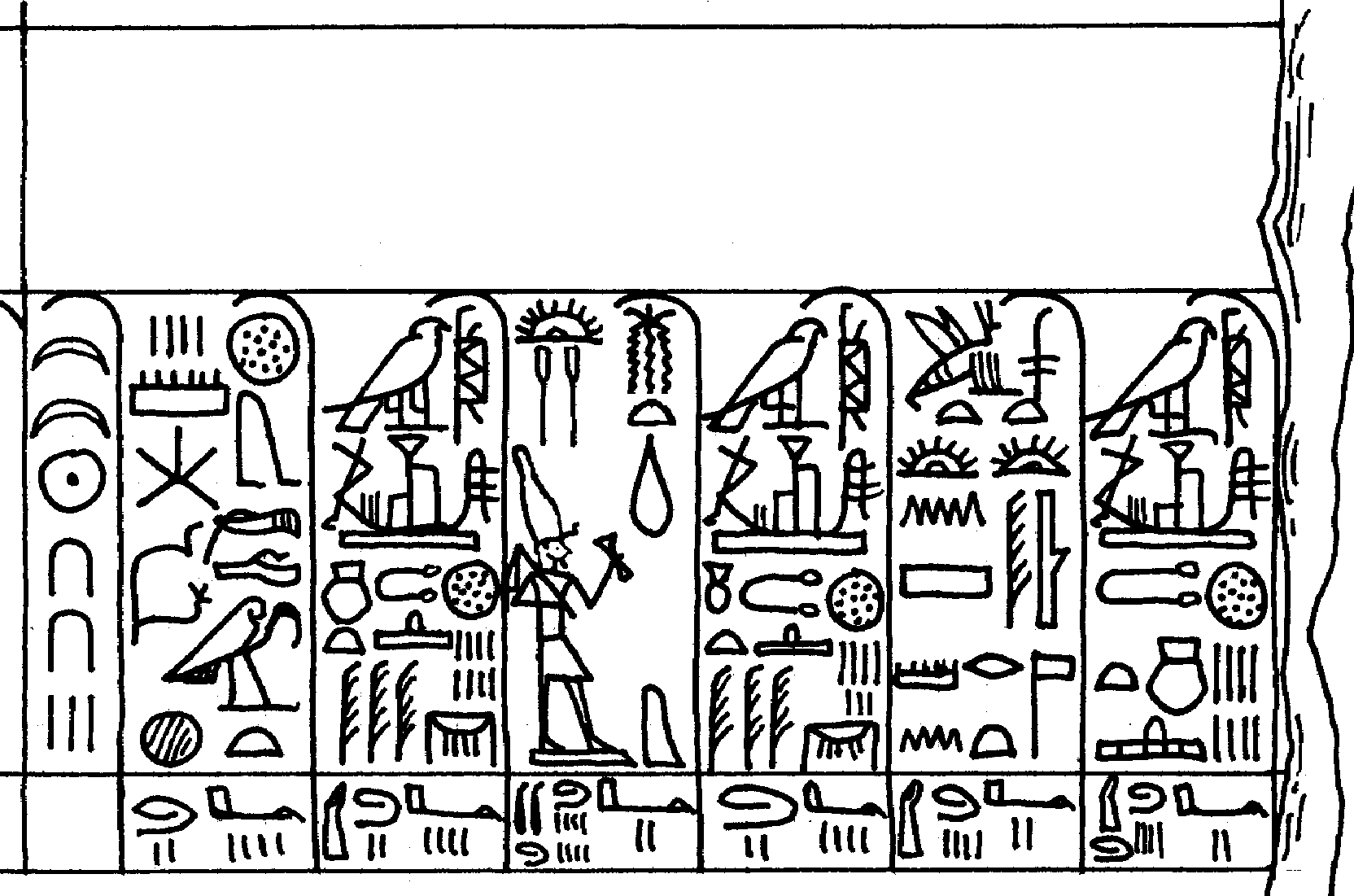
Années de Khâsekhemouy sur la pierre de Palerme.
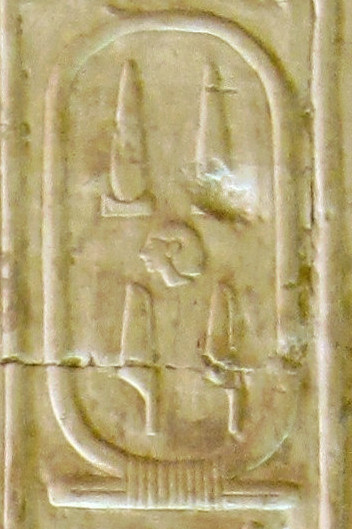
Cartouche de Djadjay dans la liste d'Abydos.

## Généalogie
Il épouse Nimaâthâpy, ou Nimaâtapis, une princesse du nord et a deux enfants : Djéser qui sera le fondateur de la IIIe dynastie et qui épouse sa sœur Hétephernebty (ou Hotepphirnebty),.

## Règne
Comme l'indique la pierre de Palerme, le roi est décédé lors du vingt-troisième jour du deuxième mois de sa dernière année de règne, année qui suit le 8e recensement. En admettant un rythme biannuel de recensement, le roi serait mort lors de sa seizième année de règne (si le premier recensement a eu lieu lors de sa première année de règne) ou lors de sa dix-septième année de règne.
La situation politique du royaume égyptien à cette époque reculée, depuis la fin du règne de Nynetjer jusqu'à l'avènement de Khâsekhemouy, est floue. Il semble que le royaume était divisée et que Khâsekhemouy a commencé son règne en contrôlant le sud de l'Égypte seulement, bien que la frontière nord de ce territoire ne soit pas connue. En effet, plusieurs documents (statuettes assises, vases de Nekhen) portant le nom Khâsekhem mentionnent la lutte contre des ennemis du nord, et les attestations de ce même Khâsekhem proviennent tous de la région de Nekhen, à l'exception d'un vase découvert dans les galeries du Complexe funéraire de Djéser et déposé pendant le règne de ce dernier. De plus, le nom d'Horus du roi est surmontée du faucon Horus portant la couronne blanche hedjet de la Haute-Égypte, et non le pschent, couronne de l'Égypte unifiée. Si, pour la Haute-Égypte, Khâsekhemouy a semble-t-il succédé à Sekhemib, à moi que ce roi soit identique à Péribsen (ceci ne fait pas l'unanimité), il a été suggéré que le roi (ou les rois) ayant précédé Khâsekhemouy en Basse-Égypte soit représenté par la lacune (écrit houdejfa en égyptien) précédent immédiatement le nom de Khâsekhemouy dans la table de Saqqarah et le Canon royal de Turin. Il semble par ailleurs que le roi ait mené une campagne contre les Nubiens au sud avant d'avoir réunifié l'Égypte, car une stèle fragmentaire découverte à Nekhen figure une captif et une tête coupé sous le signe de l'arc servant à écrire le nom de la Nubie, Ta-Séty et mentionne la formule suivante « humilier le pays étranger ».
À un moment donné, le roi a changé sa titulature pour Khâsekhemouy et a surmonté son nom par le faucon Horus, cette fois couronné du pschent, et de l'animal séthien portant lui aussi la couronne pschent. Il est possible que ce changement soit dû à une réunification réalisée par le roi. Toujours est-il que si la région de Nekhen est toujours le lieu où le plus grand nombre d'attestations du roi a été trouvé, le roi est attesté plus au nord, que ce soit à Abydos, avec la construction de sa tombe et de son enclos funéraire, à Beit Khallaf avec une empreinte de sceau dans la tombe K1, et à Saqqarah, avec une empreinte de sceau dans la tombe de fonctionnaire S3043 et des empreintes de sceaux dans le complexe funéraire de son fils Djéser, dont la présence pourrait signifier que le roi avait mis en place quelque chose sous son règne,.
Concernant les relations internationales, elles semblent atteindre un nouveau niveau, comme l'attestent la première mention de l'histoire égyptienne du titre « surveillant des pays étrangers » (jmj-rȝ ḫȝst), suggérant l'imposition de l'hégémonie égyptienne sur des territoires étrangers (il pourrait s'agir d'un territoire nubien d'après la stèle fragmentaire découverte à Nekhen suggérant une campagne militaire), ainsi que la découverte à Byblos d'un fragment de vase portant son nom, suggérant un certain niveau de relations commerciales entre cette ville et l'Égypte sous son règne, bien que ce vase ait pu atteindre ce lieu à une date ultérieure.
Concernant les réalisations architecturales, Khâsekhemouy est le roi de la Période thinite dont les réalisations architecturales sont les plus impressionnantes. Dans la région de Nekhen, des reliefs découverts dans la ville de Nekhen semblent indiquer que le roi est le commanditaire d'un temple d'Horus ; le « Fort », situé sur le côté nord du Grand Ouadi de Nekhen, est une importante construction en brique équivalente à l'enclos funéraire du roi situé à Abydos ; des reliefs sur des blocs de pierre découverts à El Kab (en face de Nekhen), ville de Nekhbet, et à Gebelein, dans le temple d'Hathor local, suggèrent également d'importantes constructions cultuelles sur ces sites. Il est à noter que la case de la pierre de Palerme qui suit celle du 6e recensement indique que le roi entreprit la construction d'un bâtiment en pierre nommé « La déesse perdure » (Mn-Nṯr.t), cette construction pourrait être le temple de Nekhbet d'El Kab ou le temple d'Hathor de Gebelein,. Enfin, à Abydos, les constructions funéraires du roi sont les plus importantes du site, avec sa tombe V de 88 × 20 mètres minimum (il s'agit des dimensions des infrastructures) dans la nécropole d'Oumm el-Qa'ab et l'enclos funéraire Shunet El Zebib de 137 × 77 mètres, accompagné d'une flotte de bateaux funéraires,.
Une autre facette du règne est l'artisanat : en effet, non seulement, de nombreux vases à son nom ont été découverts, mais aussi des statuettes et de nombreux éléments de son trousseau funéraire, dont de la vaisselle en bronze et cuivre, un sceptre en sardoine bagué d'or et des vases en pierre fermés par des couvercles en feuilles d'or. La pierre de Palerme indique dans l'année qui suit celle du 7e recensement a été nommée « création d'une statue en cuivre (nommée) "Grand est Khâsekhemouy" » ; il s'agit de la plus ancienne attestation de telles statues, les plus anciennes retrouvées datant de la VIe dynastie. Quant à l'année qui suit celle du 8e recensement, une activité de construction navale a été entreprise,.
À sa mort, la IIe dynastie prend fin et la IIIe dynastie commence. Cependant, il ne s'agit pas d'un changement de lignée : en effet, Khâsekhemouy a probablement pour successeur direct son fils Djéser,,,, bien que Sanakht soit aussi évoqué.

## Sépulture
Sa sépulture a été retrouvée à Abydos en Haute-Égypte. Cette tombe (référencée par la lettre V), unique en son genre, est la plus vaste et la plus complexe de la nécropole d'Oumm el-Qa'ab. De forme trapézoïdale, d'une longueur de soixante-dix mètres et d'une largeur variant de dix-sept à dix mètres d'une extrémité à l'autre, elle possède une chambre funéraire édifié en pierre à peu près en son centre,.
Elle est fouillée par Émile Amélineau durant ses fouilles dans la nécropole ayant eu lieu entre 1894 et 1898, puis par William Matthew Flinders Petrie en 1901, dont les fouilles de la nécropole datent de 1899 à 1903. Elle contenait de la vaisselle en bronze et cuivre, un sceptre en sardoine bagué d'or, des vases de pierre et des vases en céramique remplis de grains et de fruits. Il y avait aussi de petits objets laqués, des perles de cornaline, des outils en silex et en cuivre, de la vannerie et une grande quantité de sceaux à son nom. Elle a livré également un certain nombre d'artefact provenant du viatique funéraire du roi,.
À un kilomètre environ de la tombe, dans le désert d'Abydos, se trouve le Shunet El Zebib, vaste structure de briques qui dessine un rectangle de 137 × 77 mètres. Ses murs, avec leur articulation en façade de palais, mesurent jusqu'à cinq mètres d'épaisseur et vingt mètres de hauteur. On ignore la fonction exacte de cet édifice semblable à une forteresse. Les fouilles ont révélé l'existence de constructions internes compliquées. Le monument était peut-être associé aux réserves faite pour le ka du roi dans la tombe située à proximité,.

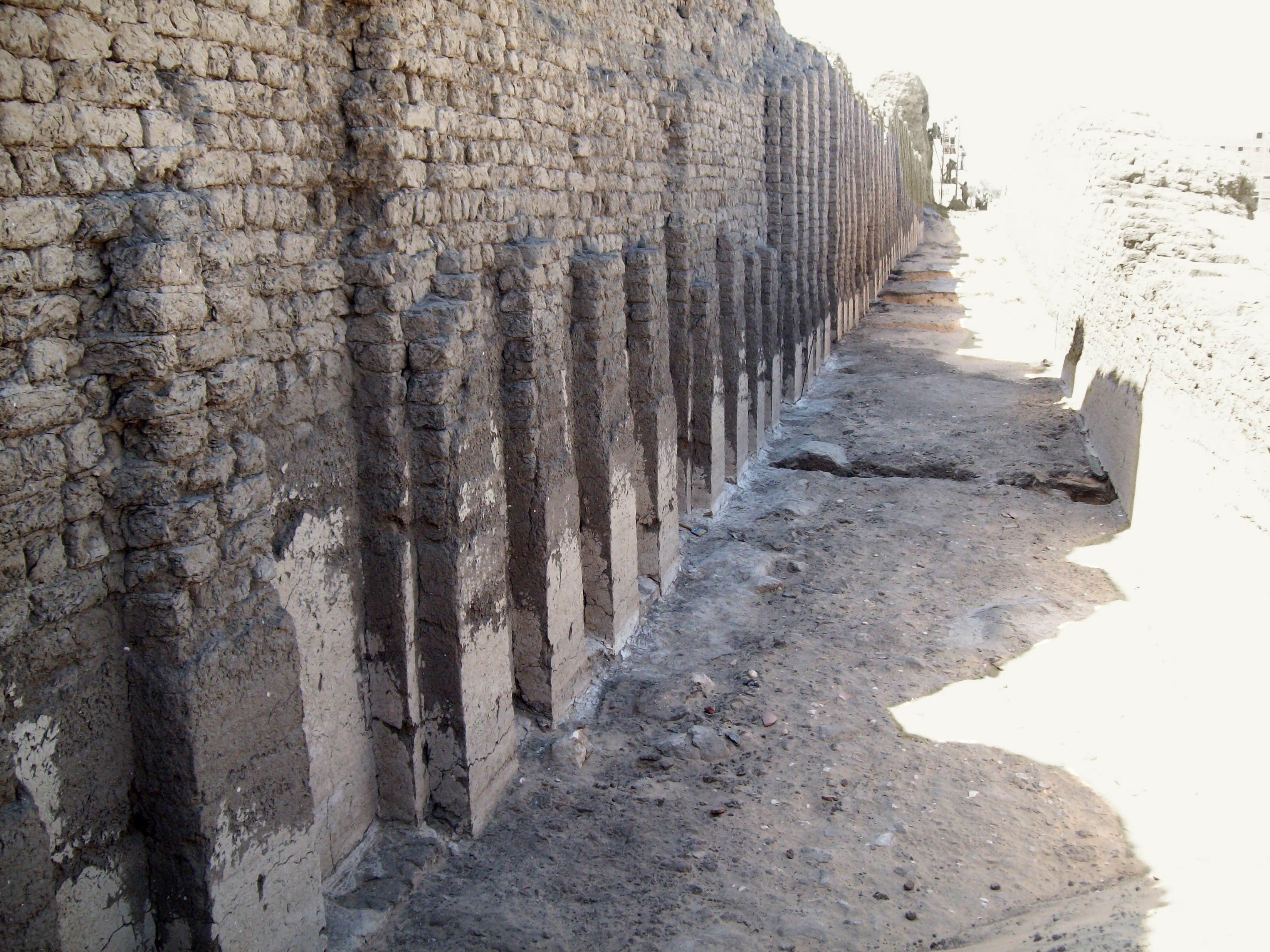
Mur en « façade de palais » de l'enclos funéraire.
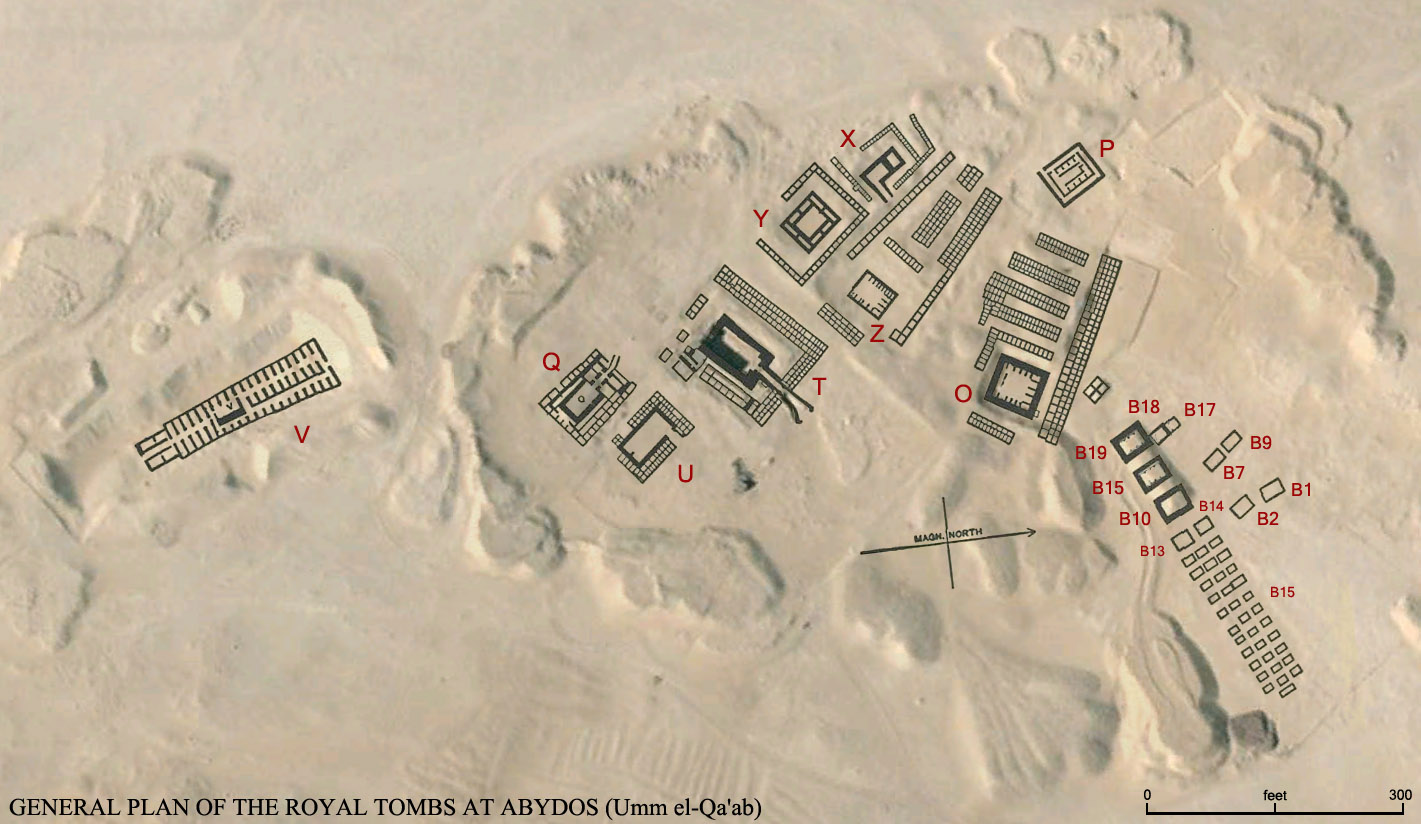
Plan de la nécropole d'Oumm el-Qa'ab, avec la tombe de Khâsekhemouy située tout à gauche.
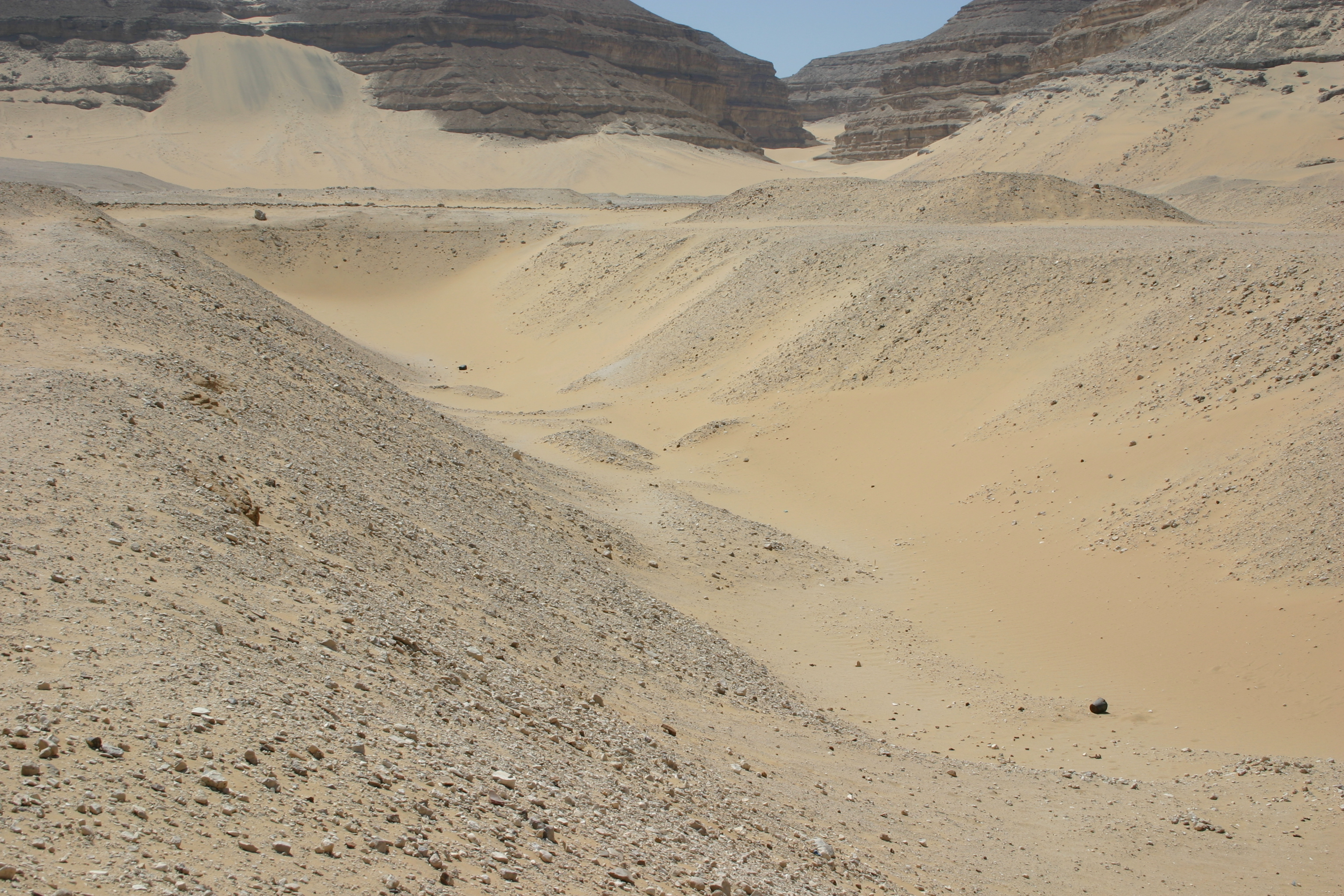
Tombe de Khâsekhemouy remplie de sable - Nécropole de Oumm el-Qa'ab.
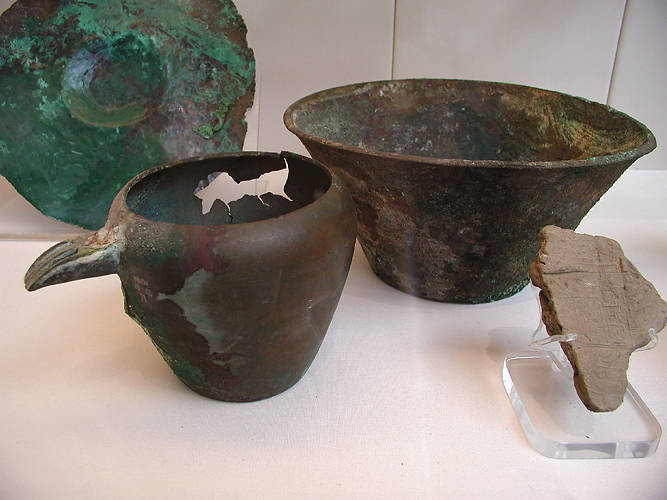
Vaisselle en bronze et cuivre trouvée dans la tombe de Khâsekhemouy - British Museum, Londres.
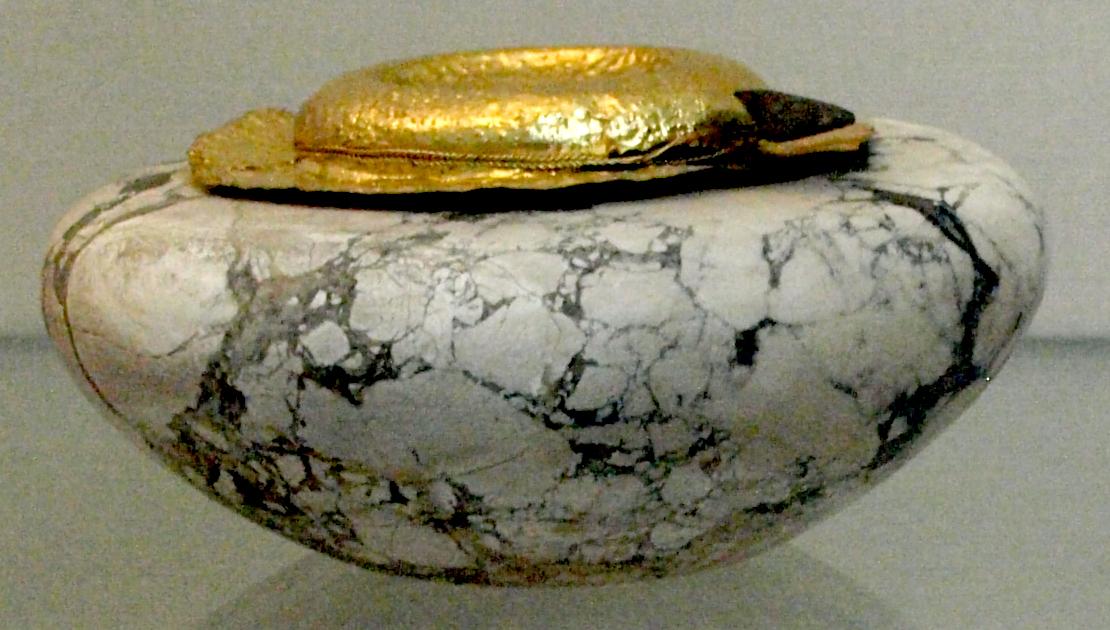
Vase avec un couvercle de feuilles d'or - British Museum, Londres (EA 35547).
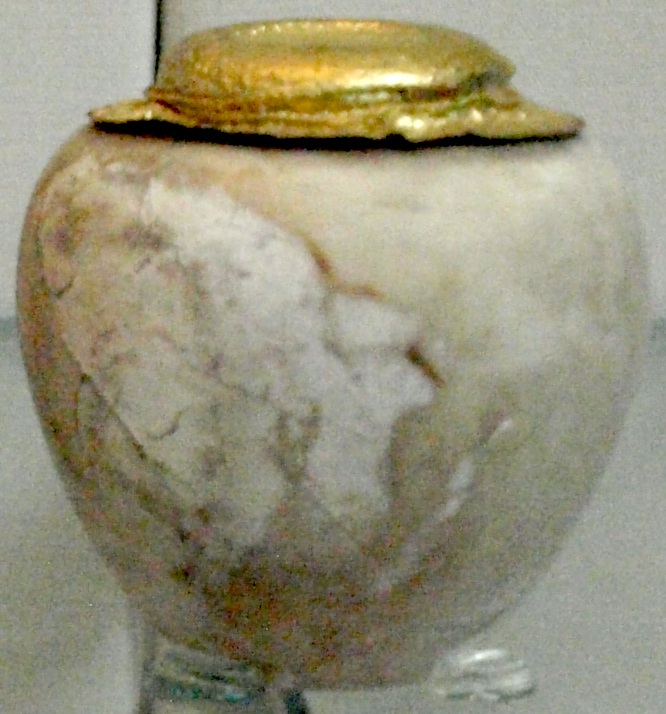
Vase avec un couvercle de feuilles d'or - British Museum, Londres (EA 35548).
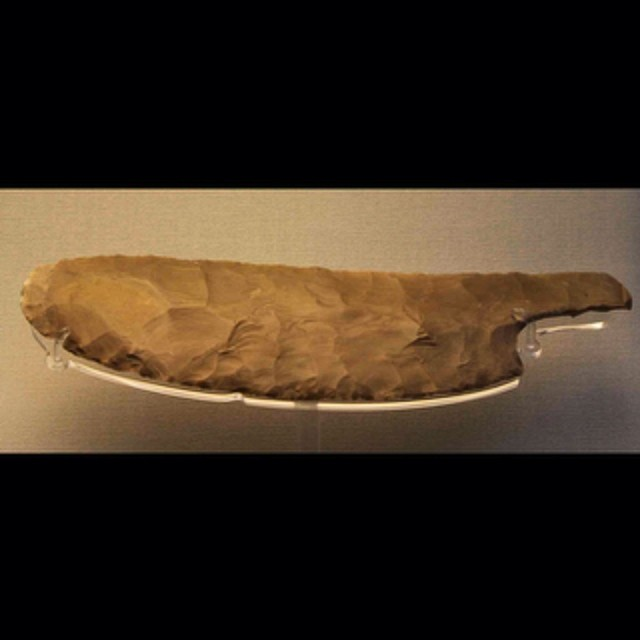
Couteau en silex - British Museum, Londres (EA 68775).
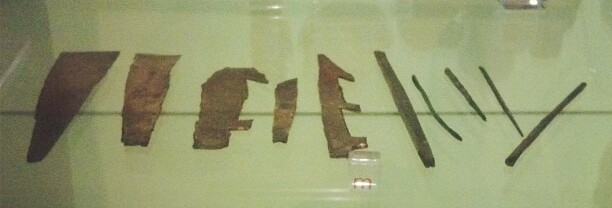
Lot d'outils en alliage de cuivre - British Museum, Londres.